# Ginnungagap
Ginnungagap ou Ginungagape, na mitologia nórdica, ("aparente vazio" ou "enorme buraco") era o vasto abismo que existia entre Niflheim e Muspelheim antes da criação. Era tão profundo que nenhum olho mortal era capaz de ver o seu limite. Ao norte deste, as gélidas temperaturas de Niflheim, a sul, o insuportável calor de Muspelheim. No princípio dos tempos, os dois reinos encontravam-se em Ginnungagap; e onde calor tangia o frio excessivo, as gotas desta derreteram-se formaram a sustância eitr, que se abreviou em vida na forma do gigante Ymir, pai de todos os gigantes de gelo.